# Tecla de blocatge del teclat numèric

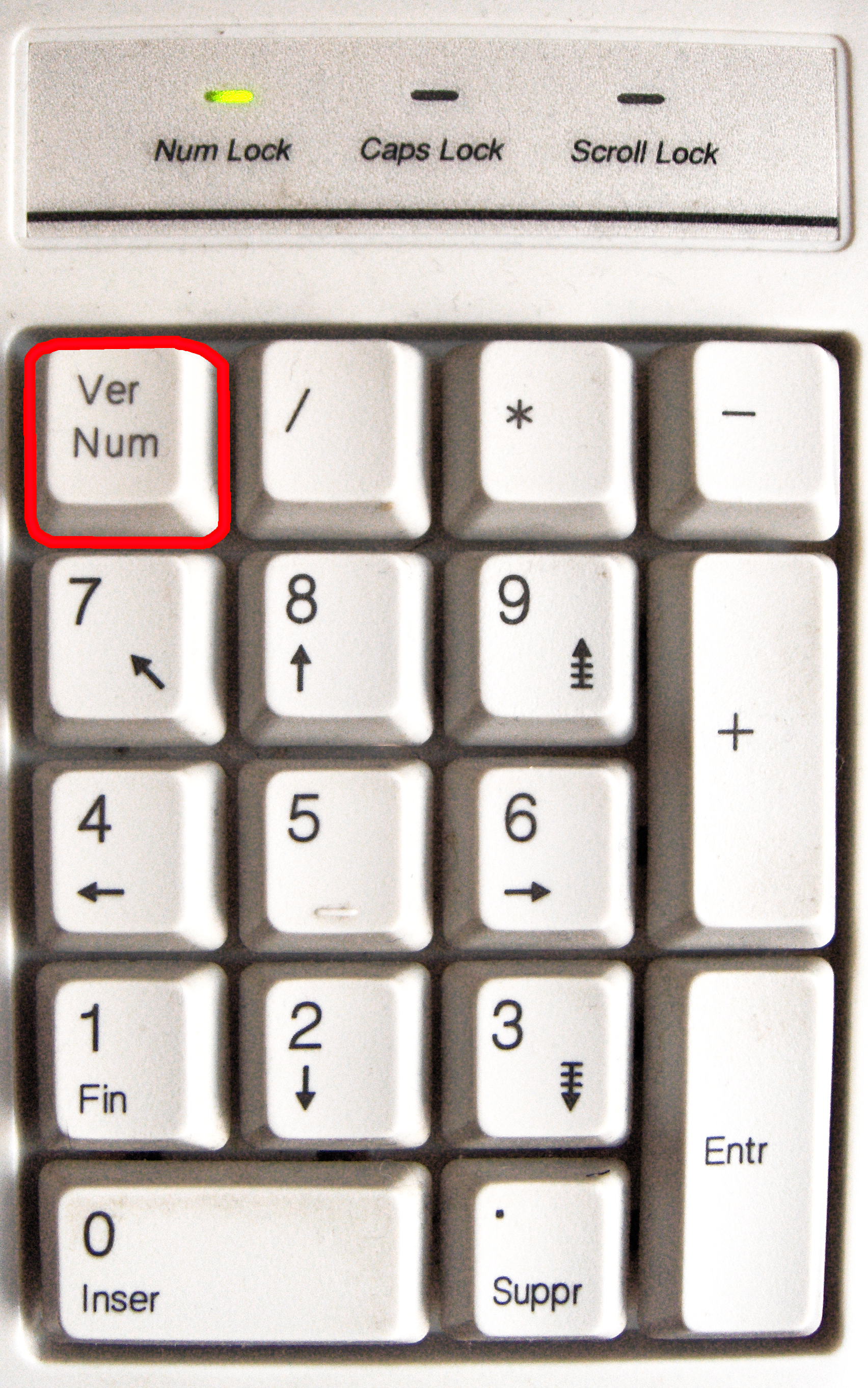
El DEL verd indica que el teclat numèric és activat

La tecla de blocatge del teclat numèric (abreujada com a « Bloq. num. » o millor « Bloq. num. » o « Bloc. Num. », anotada en anglès « Num Lock » o « Numeric Lock » i en francès « Verr. num. » o « Ver. Num. ») és una tecla del teclat numèric que permet d'activar o de desactivar la introducció de les xifres a partir d'aquest.
Quan aquesta és activada el DEL Num Lock (teclats anglosaxons o espanyols) o Verr Num (teclats francòfons), situat a sobre, és encès.
Quan és desactivat, les xifres del teclat numèric serveixen de fletxes que permeten de navegar.